# (34319) Neilmilburn
(34319) Neilmilburn es un asteroide perteneciente al cinturón de asteroides, descubierto el 29 de agosto de 2000 por el equipo del Lincoln Near-Earth Asteroid Research desde el Laboratorio Lincoln, Socorro, Nuevo México.

## Designación y nombre
Designado provisionalmente como  2000 QD193. Fue nombrado por Neil Milburn, quien fue mentor de un finalista en la Búsqueda de talentos científicos de Regeneron de 2018, una competencia científica para estudiantes de último año de secundaria. Enseña en la escuela secundaria Plano West Senior High School, Plano, Texas.

## Características orbitales
Neilmilburn está situado a una distancia media del Sol de 3,084 ua, pudiendo alejarse hasta 3,595 ua y acercarse hasta 2,574 ua. Su excentricidad es 0,166 y la inclinación orbital 3,412 grados. Emplea 1978,65 días en completar una órbita alrededor del Sol.
Los próximos acercamientos a la órbita de Júpiter ocurrirán el 7 de junio de 2073, el 22 de febrero de 2083 y el 8 de junio de 2133.

## Características físicas
La magnitud absoluta de Neilmilburn es 14,63. Tiene 3,476 km de diámetro y su albedo se estima en 0,160.